# Las Suertes (metrostation)
Las Suertes is een metrostation in de Spaanse hoofdstad Madrid. Het station werd geopend op 16 mei 2007 en wordt bediend door lijn 1 van de metro van Madrid.